# Compton, California
Compton este un oraș cu 	97.550 loc. (în 2016) situat în comitatul Los Angeles County statul California, SUA. Orașul se află la ca. 20 km sud de orașul Los Angeles pe malul râului Los Angeles River. În anii 1980 orașul devine cunoscut prin bătăile dintre bandele de tineri Bloods și Crips care domină traficul ilegal de droguri din regiunea Los Angeles. Orașul Compton este unul dintre cele mai periculoase orașe din SUA.